# Adásztevel
Adásztevel je vesnice v Maďarsku v župě Veszprém, spadající pod okres Pápa. Nachází se asi 3 km východně od Pápy, 30 km severovýchodně od Devecseru, 31 km severozápadně od Ajky, 35 km východně od Celldömölku a 47 km severozápadně od Veszprému. V roce 2015 zde žilo 795 obyvatel, z nichž 84,9 % tvoří Maďaři.
Kromě hlavní části k Adásztevelu připadá ještě malá část Újtelep.
Adásztevel leží na silnici 8303. Je přímo silničně spojen s obcí Nagytevel a městem Pápa. V Adásztevelu pramení malý, nepojmenovaný potůček, který se vlévá do potoka Pápai-Bakony-ér. Ten se vlévá do potoka Kis-Séd, který se vlévá do řeky Marcal.
V obci se nacházejí dva kostely, katolický kostel Szűz Mária neve-imaház a reformovaný kostel. Je zde též hřbitov, pošta a dvě hospody.